# Cabrerilla
Cabrerilla es una localidad peruana ubicada en el distrito de Ayabaca, perteneciente a la provincia homónima del departamento de Piura, al norte del Perú. 

## Ubicación
Cabrerilla se ubica al noreste de la provincia de Ayabaca, en el distrito de Ayabaca, en el departamento de Piura. Se ubica cerca a la frontera ecuatoriana-peruana.

## Demografía
En 2017 Cabrerilla tenía una población de 5 habitantes.